# Jack Nicholson
John Joseph „Jack” Nicholson (n. 22 aprilie 1937, Neptune City⁠(d), New Jersey, SUA) este un actor, regizor și producător american. Este renumit pentru rolurile sale complexe.
Nicholson a fost nominalizat la Premiul Oscar de 12 ori. A câștigat premiul Oscar pentru cel mai bun actor de două ori, pentru Zbor deasupra unui cuib de cuci și Mai bine nu se poate. A câștigat premiul Oscar pentru cel mai bun actor în rol secundar pentru filmul Cuvinte de alint din 1983. Este la egalitate cu Walter Brennan si Daniel Day-Lewis în topul actorilor cu cele mai multe premii Oscar (trei) și pe locul doi după Katherine Hepburn la general (patru). Este de asemenea unul dintre cei doar doi actori nominalizați la Premiul Oscar în fiecare deceniu din anii '60 și până în anii 2000 (celălalt fiind Michael Caine). A câștigat șapte premii Globul de Aur și a primit premiul Kennedy Center Honor în 2001. În 1994 a devenit unul dintre cei mai tineri actori premiați cu premiului Institutului American de Film pentru întreaga activitate.
Filme notabile în care a jucat sunt, în ordine cronologică: Easy Rider, Five Easy Pieces, Chinatown, Zbor deasupra unui cuib de cuci, Strălucirea, Roșii, Cuvinte de alint, Batman, A Few Good Men, Mai bine nu se poate, Totul despre Schmidt, Something's Gotta Give și Cârtița.
Un rol memorabil l-a reușit în Poștașul sună întotdeauna de două ori, unde a jucat alături de Jessica Lange.

## Biografie
Nicholson s-a născut la spitalul St. Vincent's din New York City, fiul lui June Frances Nicholson. June s-a căsătorit cu italo-americanul Donald Furcillo cu șase luni înainte în Elkton, Maryland pe 16 octombrie 1936. Însă Furcillo mai era căsătorit și cu o altă femeie, și, deși s-a oferit să aibă grijă de copil, mama lui June, Ethel, a insistat ca aceasta să lase copilul în grija ei pentru ca fiica sa să-și poată continua cariera de dansatoare. Cu toate că Furcillo a pretins că el este tatăl lui Nicholson dar și că a comis bigamie prin mariajul cu June, biograful Patrick McGilligan care a scris Jack's Life, susținea că letonul Eddie King, managerul lui June, ar fi adevăratul tată al lui Jack, relatând totodată și că June Nicholson, mama actorului, nu a fost nici ea sigură cine este tatăl copilului. Mama lui Nicholson avea rădăcini irlandeze, engleze și olandeze.
Nicholson a crescut cu convingerea că bunicii săi, John Joseph Nicholson și Ethel May Rhoads, erau de fapt părinții lui. Nicholson a aflat că „părinții” săi erau de fapt bunicii și că „sora” sa era de fapt mama lui doar în 1974 după ce a fost informat de către un jurnalist de la revista Time care făcea un reportaj despre actor. Până la acea dată, atât mama cât și bunica sa muriseră. Nicholson a declarat că nu știe cine este tatăl său afirmând că: „Doar Ethel și June știau, dar nu au spus-o nimănui”.
Nicholson a crescut în Neptune City, New Jersey. A fost crescut după religia romano-catolică a mamei sale. „Nick”, cum era numit de prietenii de la liceul Manasquan, a fost votat „clovnul clasei” de către promoția din 1954. Astăzi un premiu pentru teatru și dramă ce se acordă în liceul Manasquan îi poartă numele. În 2004 Nicholson a fost prezent la reuniunea de 50 de ani de la absolvire, acompaniat de mătușa sa Lorraine.

## Începutul carierei de actor
Când Nicholson a ajuns la Hollywood, studiourile de animație „Hanna Barbera” i-au oferit un post în domeniu remarcându-i talentul artistic. Cu toate acestea, Nicholson a refuzat slujba în favoarea marii sale pasiuni: actoria.
A debutat ca actor într-o dramă cu buget redus despre adolescenți, The Cry Baby Killer în 1958, unde a avut un rol principal. În următorii zece ani Nicholson a colaborat frecvent cu producătorul filmului, Roger Corman. Corman a lucrat cu Nicholson la câteva producții, cea mai notabilă fiind Prăvălia groazei unde Nicholson interpretează rolul unui pacient dental sadomasochist. De asemenea, cei doi au colaborat și la Corbul, The Terror și The St. Valentine's Day Massacre. Nicholson a lucrat constant și cu regizorul Monte Hellman, cele mai notabile filme fiind două westernuri cu buget redus: Ride in The Whirlwind și The Shooting de care, inițial, nu s-a interesat nici un distribuitor american dar care, în decursul timpului, au devenit catalogate „filme culte”.

## Ascensiunea
Când cariera de actor părea pierdută, Nicholson părea resemnat la o carieră în spatele camerelor ca regizor sau scenarist. Primul său succes în postura de scenarist a apărut în 1967 odată cu The Trip, în care au jucat Peter Fonda și Dennis Hopper. A scris de asemenea scenariul filmului Head, în care a jucat trupa The Monkees. În plus, s-a ocupat și de coloana sonoră a filmului. Însă cu un loc liber rămas în producția Easy Rider, cu Peter Fonda și Dennis Hopper, Nicholson a înregistrat primul mare succes ca actor. A interpretat rolul unui avocat alcoolic, George Hanson, pentru care a primit prima sa nominalizare la Oscar. Pentru rolul lui Hanson, Nicholson a avut mare noroc întrucât rolul era inițial dat lui Rip Torn care era prieten apropiat cu scenaristul Terry Southern însă Torn a părăsit producția în urma unui conflict cu regizorul Dennis Hopper.
A urmat o nominalizare pentru Cel mai Bun Actor pentru rolul său definitoriu din Five Easy Pieces (1970), ce include celebrul dialog legat de salata de pui despre a obține ceea ce-ți dorești. În același an a jucat în transpunerea cinematografică a piesei On a Clear Day You can See Forever deși majoritatea secvențelor în care Jack apare nu au fost incluse în varianta finală a filmului.
Alte roluri notabile includ pe cele din: The Last Detail (1973) în regia lui Hal Ashby pentru care a fost premiat cu premiul pentru Cel mai Bun Actor la Festivalul Internațional de Film de la Cannes, dar și pe cel din thrillerul Chinatown (1974) în regia lui Roman Polanski. A jucat de asemenea în Tommy în regia lui Ken Russel după albumul trupei The Who dar și în Professione: reporter (The Passenger) (1975) regizat de Michelangelo Antonioni.

## Un simbol american

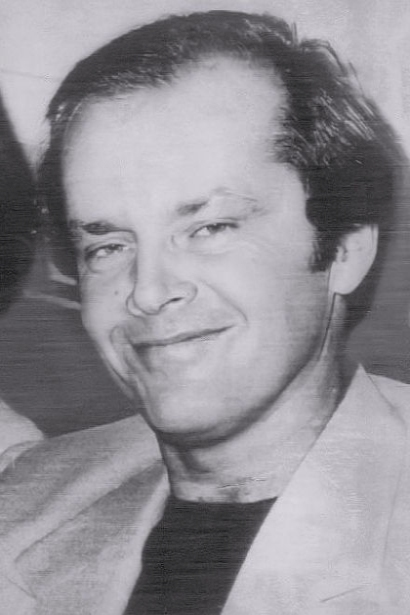
Jack Nicholson în 1976

Nicholson a câștigat Oscarul la categoria Cel mai Bun Actor pentru interpretarea personajului „Randle P. McMurphy” în filmul One Flew over The Cuckoo's Nest, o adaptare după romanul cu același nume al lui Ken Kessey. Filmul a fost regizat de Milos Forman în 1975. Oscarul lui Jack Nicholson a coincis cu cel al actriței Louise Fletcher pentru rolul asistentei „Ratched”.
După primirea premiului Oscar, Jack Nicholson a apărut în roluri mai neobișnuite cum ar fi cel din The Last Tycoon, unde joacă alături de Robert De Niro. A jucat în westernul lui Arthur Penn, The Missouri Breaks cu scopul de a lucra alături de Marlon Brando. A urmat pentru el a doua experiență regizorală în westernul de comedie Goin' South. În 1971, a regizat primul său film Drive, He Said.
Deși nu a fost nici măcar nominalizat pentru rolul din filmul lui Stanley Kubrick, The Shining, (1980), acesta a rămas unul din cele mai reușite roluri ale lui Nicholson. Următorul său Oscar pentru Cel mai Bun Actor în Rol Secundar i-a fost acordat pentru rolul unui astronaut retras, Garrett Breedlove, în filmul lui James L. Brooks Terms of Endearment. Nicholson a continuat să lucreze cu același profesionalism și în anii '80, când a jucat în producții cum ar fi: The Postman Always Rings Twice (1981), Reds (1981), Prizzi's Honor (1985) și Ironweed (1987), filme pentru care a obținut trei nominalizări la premiul Oscar.

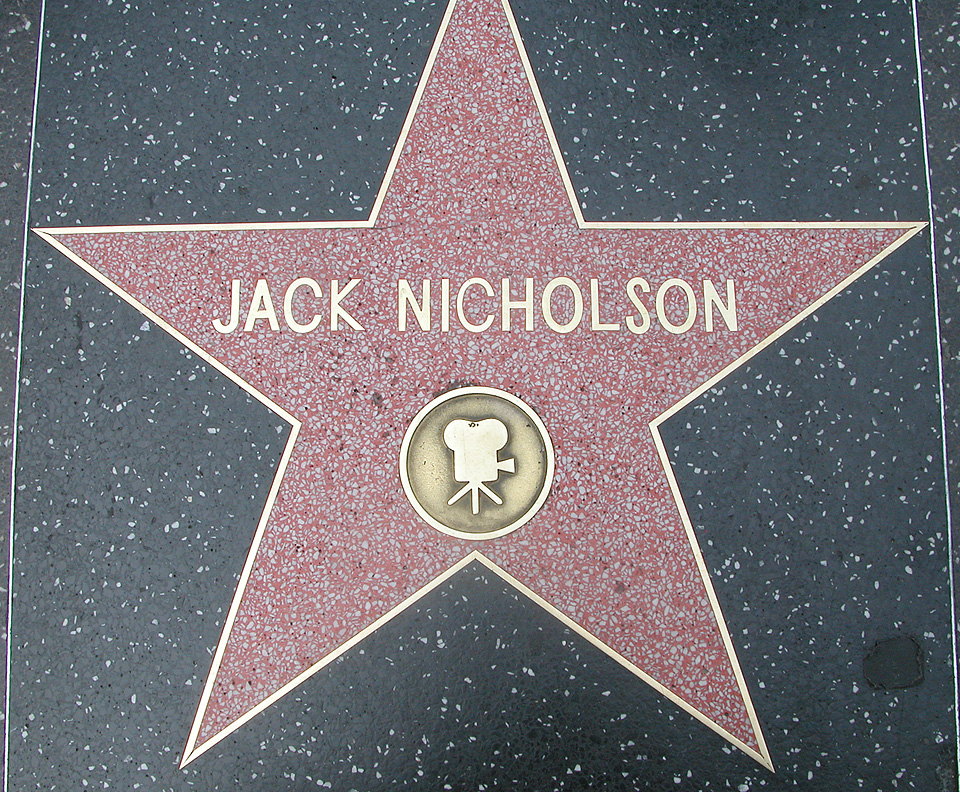
Steaua lui Jack Nicholson de pe Walk of Fame

Nicholson a refuzat rolul lui John Book în filmul Witness. Filmul Batman din 1989, în care Nicholson joacă rolul unui criminal psihopat, Jokerul, a fost un succes de proporții din care actorul a avut un câștig în valoare de 60 de milioane de dolari. S-a luat în considerare ca Nicholson să continue rolul Jokerului în Batman Triumphant din 1999, însă Warner Bros. Pictures a anulat proiectul. În prezent, Jack Nicholson este singurul actor în viață care l-a interpretat pe Joker în filme Batman oficiale întrucât Cesar Romero, Jokerul din serialul Batman, a murit în 1994, iar Heath Ledger, Jokerul din The Dark Knight, a decedat în 2008.
Pentru rolul Col. Nathan R. Jessep din A Few Good Men, un film despre o crimă din cadrul Marinei Americane, Nicholson a primit încă o nominalizare la Oscar. Pelicula conține celebra scenă în care Nicholson izbucnește: „You can't handle the truth!” (română Nu poți face față adevărului). În 1996, Nicholson a colaborat încă o dată cu regizorul Tim Burton pentru filmul Mars Attacks!.
Nu toate rolurile lui Nicholson au fost bine primite. A fost nominalizat la Zmeura de Aur pentru interpretările din Man Trouble (1992) și Hoffa (1992). Cu toate acestea, pentru rolul din Hoffa a fost nominalizat și la Globurile de Aur.
Nicholson avea să câștige următorul premiu Oscar pentru Cel mai Bun Actor cu rolul lui Melvin Udall, un scriitor nu tocmai normal din fimul romantic As Good as It Gets (1997), regizat de James L. Brooks. Oscarul lui Nicholon a coincis încă odată cu Premiul Oscar pentru cea mai bună actriță acordat lui Helen Hunt pentru rolul unei chelnerițe din Manhattan, ale cărei sentimente față de Udall, client fidel la restaurantul în care aceasta lucrează, oscilează între dragoste și ură.
Jack Nicholson, una dintre cele mai celebre figuri ale Hollywoodului, a speriat și sedus publicul vreme de 50 de ani cu interpretările sale electrizante de criminali nevropați și Casanova bine dispuși, devenind cel mai nominalizat actor la Oscar.

## Filmografie selectivă

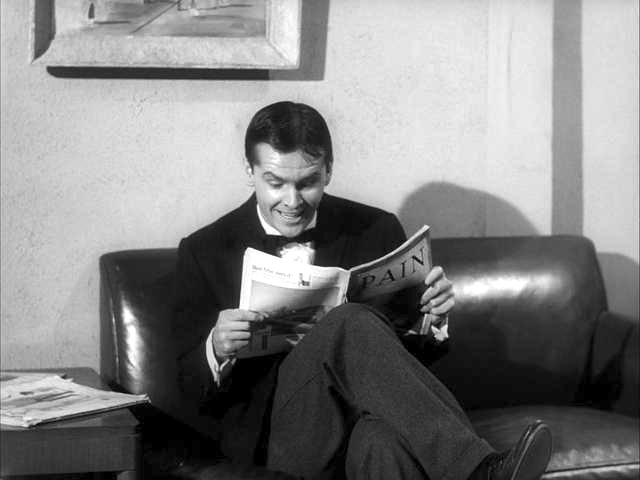
Jack Nicholson ca Wilbur Force în „Prăvălia groazei” (1960)

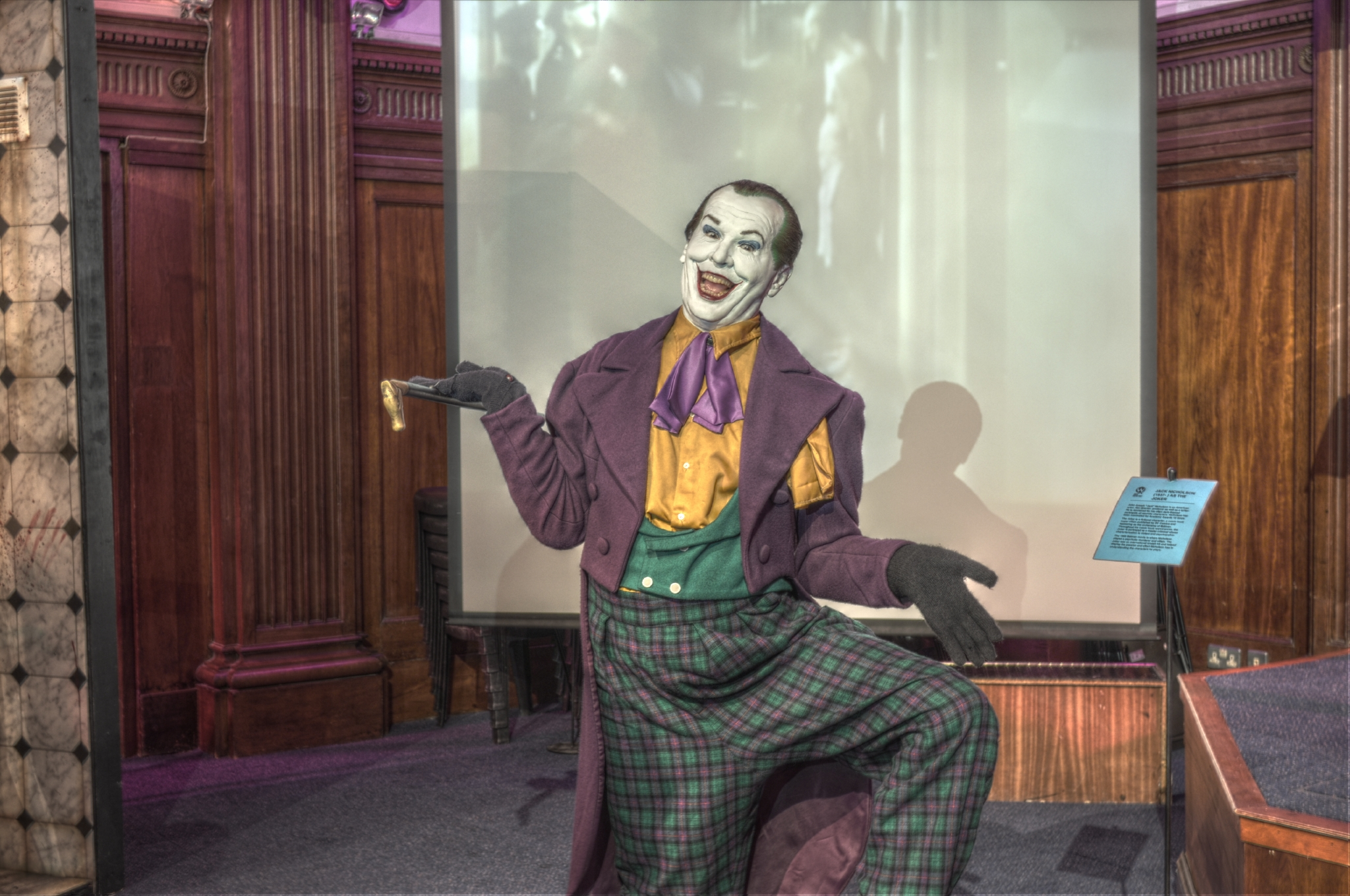
Statuie din ceară reprezentându-l pe Nicholson în rolul Jokerului

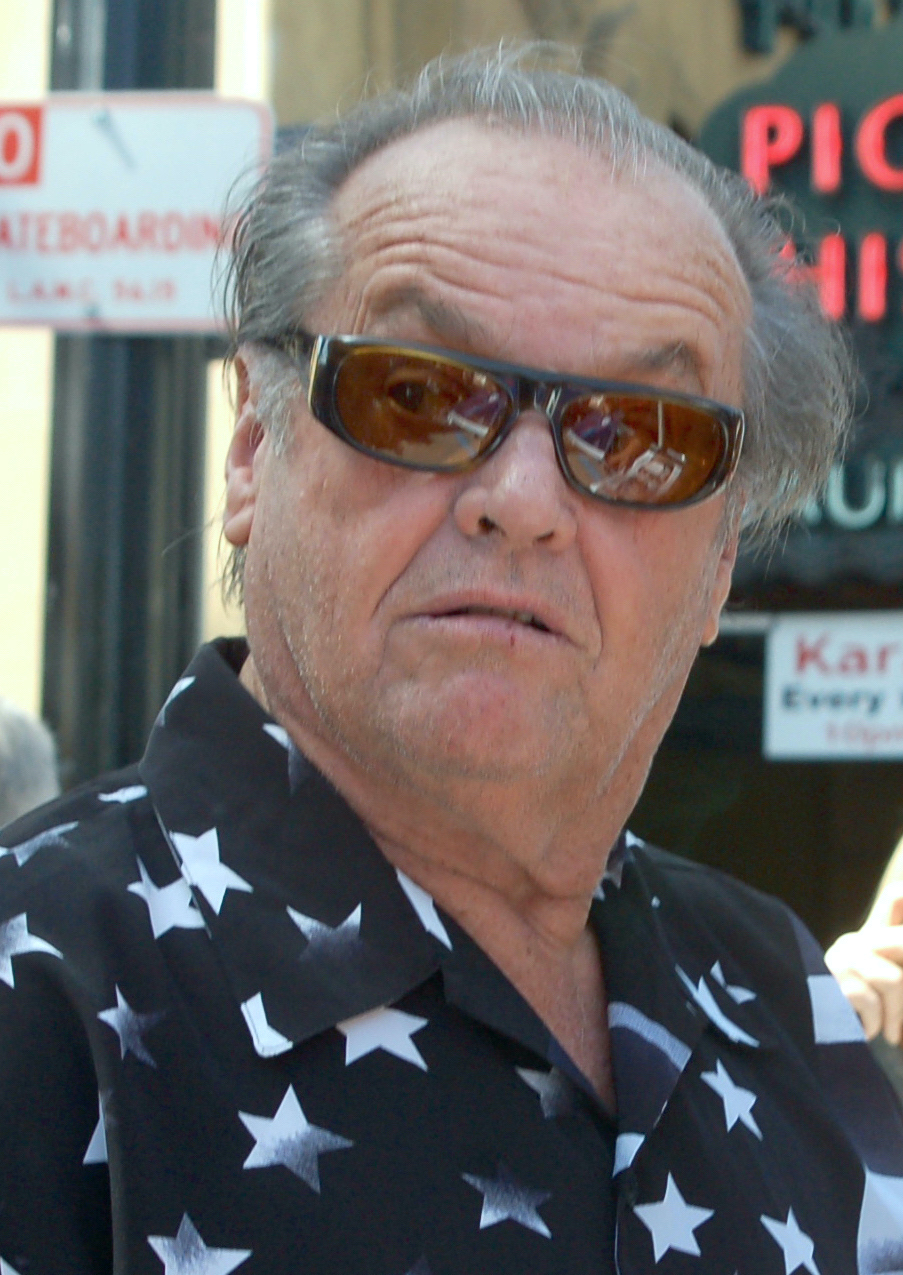
Jack Nicholson, fotografie din 2010.

| Titlul original                    | Titlul în română                      | Rol                          | Regizor                | An   |
| ---------------------------------- | ------------------------------------- | ---------------------------- | ---------------------- | ---- |
| The Cry Baby Killer                | The Cry Baby Killer                   | Jimmy Wallace                | Joe Addis              | 1958 |
| Too Soon to Love                   | Prea tânăr pentru a iubi              | Buddy                        | Richard Rush           | 1960 |
| The Wild Ride                      | Cursa nebună                          | Johnny Varron                | Harvey Berman          | 1960 |
| The Little Shop of Horrors         | Prăvălia groazei                      | Wilbur Force                 | Roger Corman           | 1960 |
| Studs Lonigan                      | Studs Lonigan                         | Weary Reilly                 | Irving Lerner          | 1961 |
| The Broken Land                    | The Broken Land                       | Will Brocious                | John A. Bushelman      | 1962 |
| The Terror                         | Teroarea                              | Soldatul francez             | Roger Corman           | 1963 |
| Flight to Fury                     | Flight to Fury                        | Jay Wickham                  | Monte Hellman          | 1964 |
| Back Door to Hell                  | Back Door to Hell                     | Burnett                      | Monte Hellman          | 1964 |
| Ride in The Whirlwind              | Ride in The Whirlwind                 | Wes                          | Monte Hellman          | 1965 |
| The St. Valentine's Day Massacre   | Masacrul de Sf. Valentin              | Gino, Hit Man                | Roger Corman           | 1967 |
| Hells Angels on Wheels             | Hells Angels on Wheels                | Poet                         | Richard Rush           | 1967 |
| Psych-Out                          | Psych-Out                             | Stoney                       | Richard Rush           | 1968 |
| Easy Rider                         | Easy Rider                            | George Hanson                | Dennis Hopper          | 1969 |
| On a Clear Day You Can See Forever | O altă personalitate                  | Tad Pringle                  | Vincente Minnelli      | 1970 |
| The Rebel Rousers                  | The Rebel Rousers                     | Bunny                        | Martin B. Cohen        | 1970 |
| Five Easy Pieces                   | Cinci piese ușoare                    | Robert Eroica Dupea          | Bob Rafelson           | 1970 |
| Carnal Knowledge                   | Cunoaștere carnală                    | Jonathan Fuerst              | Mike Nichols           | 1971 |
| A Safe Place                       | Un loc sigur                          | Mitch                        | Henry Jaglom           | 1971 |
| The King of Marvin Gardens         | Regele din Marvin Gardens             | David Staebler               | Bob Rafelson           | 1972 |
| The Last Detail                    | Ultima misiune                        | Billy "Bad Ass" Buddusky     | Hal Ashby              | 1973 |
| Chinatown                          | Cartierul Chinezesc                   | J. J. 'Jake' Gittes          | Roman Polanski         | 1974 |
| The Fortune                        | Averea                                | Oscar Sullivan aka Oscar Dix | Mike Nichols           | 1975 |
| One Flew over The Cuckoo's Nest    | Zbor deasupra unui cuib de cuci       | Randle Patrick McMurphy      | Milos Forman           | 1975 |
| Professione: reporter              | Profesia: reporter                    | David Locke                  | Michelangelo Antonioni | 1975 |
| Tommy                              | Tommy                                 | Specialistul                 | Ken Russel             | 1975 |
| The Missouri Breaks                | Reglare de conturi                    | Tom Logan                    | Arthur Penn            | 1976 |
| The Last Tycoon                    | Ultimul magnat                        | Brimmer                      | Elia Kazan             | 1976 |
| Goin' South                        | Spre Sud                              | Henry Lloyd Moon             | Jack Nicholson         | 1978 |
| The Shining                        | Strălucirea                           | Jack Torrance                | Stanley Kubrick        | 1980 |
| The Postman Always Rings Twice     | Poștașul sună întotdeauna de două ori | Frank Chambers               | Bob Rafelson           | 1981 |
| Reds                               | Roșii                                 | Eugene O'Neill               | Warren Beatty          | 1981 |
| Terms of Endearment                | Cuvinte de alint                      | Garrett Breedlove            | James L. Brooks        | 1983 |
| Prizzi's Honor                     | Onoarea familiei Prizzi               | Charley Partanna             | John Huston            | 1985 |
| Heartburn                          | Dragoste frântă                       | Mark Forman                  | Mike Nichols           | 1986 |
| The Witches of Eastwick            | Vrăjitoarele din Eastwick             | Daryl Van Horne              | George Miller          | 1987 |
| Ironweed                           | Iarba răului                          | Francis Phelan               | Hector Babenco         | 1987 |
| Batman                             | Batman                                | Jokerul/Jack Napier          | Tim Burton             | 1989 |
| The Two Jakes                      | Cei doi Jake                          | J. J. 'Jake' Gittes          | Jack Nicholson         | 1990 |
| A Few Good Men                     | Oameni de onoare                      | Col. Nathan R. Jessup        | Rob Reiner             | 1992 |
| Hoffa                              | Hoffa                                 | James R. 'Jimmy' Hoffa       | Danny DeVito           | 1992 |
| Blood and Wine                     | Sânge și vin                          | Alex Gates                   | Bob Rafelson           | 1996 |
| As Good as It Gets                 | Mai bine nu se poate                  | Melvin Udall                 | James L. Brooks        | 1997 |
| The Pledge                         | Promisiunea                           | Jerry Black                  | Sean Penn              | 2001 |
| About Schmidt                      | Totul despre Schmidt                  | Warren R. Schmidt            | Alexander Payne        | 2002 |
| Anger Management                   | Al naibii tratament!                  | Buddy Rydell                 | Peter Segal            | 2003 |
| Something's Gotta Give             | Ceva, ceva tot o ieși                 | Harry Sanborn                | Nancy Meyers           | 2003 |
| The Departed                       | Cârtița                               | Francis 'Frank' Costello     | Martin Scorsese        | 2006 |
| The Bucket List                    | Ultimele dorințe                      | Edward Cole                  | Rob Reiner             | 2007 |